# Imunodiagnostika
Imunodiagnostika je obor nebo soubor metod, kterým se stanovuje diagnóza, příčina nebo původce onemocnění pomocí imunologických metod. Je založena na základním principu vazby antigen-protilátka. Buď se pomocí známého připraveného antigenu zjišťuje přítomnost specifických protilátek proti danému antigenu, nebo se pomocí specifických protilátek stanovuje přítomnost antigenu v krvi či jiném bioptátu. Použití imunodiagnostiky se netýká jen infekčních onemocnění (bakterie, viry, paraziti), ale i metabolických či jiných neinfekčních poruch, kdy se stanovuje konkrétní enzym, hormon nebo jiná molekula v těle.

## Nejznámější imunodiagnostické metody
- ELISA
- Western blot
- Imunohistochemie
- Precipitace
- Aglutinace
- Imunoelektroforéza
- Komplement fixační test